# Ahmet Şuayip
 (avril 2020).
Ahmet Şuayip, né en 1876 à Constantinople et mort au même lieu en 1910, est un écrivain, juriste et critique d'art ottoman. Il est l'un des fondateurs de la première revue de sciences humaines et sociales ottomane en 1908.

## Biographie
Après avoir terminé une formation juridique à l'École de droit de Constantinople (Mekteb-i Hukuk-i Sultani (tr)), il y enseigne le droit administratif et international. Il entre ensuite dans la fonction publique et devient inspecteur de l'éducation puis procureur au sein de la Cour des comptes ottomane (Divân-ı Muhâsebât (tr)). Il est connu pour ses critiques d'art et de littérature. Il a en effet écrit de nombreux articles littéraires qui seront publiés dans le journal avant-garde Servet-i Fünun (en), vitrine des écrivains de la nouvelle littérature ottomane (Edebiyat-ı Cedîde) — mouvement dont il fait partie mais qu'il n'hésitera pas à critiquer — influencée par les intellectuels européens (français plus particulièrement). Ahmet Şuayip présente à la littérature ottomane des penseurs comme Hippolyte Taine, Gustave Flaubert, Gabriel Monod, Ernest Lavisse, Leopold von Ranke, Theodor Mommsen ou encore Émile Durkheim. Entre 1908 et 1910, il publie des articles dans la toute première revue de sciences humaines et sociales ottomane Ulûm-ı İktisâdiye ve İçtimâiyye Mecmuası (tr) (dont il est l'un des membres fondateurs avec Rıza Tevfik Bölükbaşı et Mehmet Cavid Bey). Il meurt à l'âge de 34 ans d'une fièvre typhoïde.

## Quelques œuvres
- Hayat ve Kitablar (« Vie et Livres », 1901)
- Hukuk-ı İdare I-II (« Droit administratif I-II », 1910-1913)
- Hukuk-ı Umûmiyye-i Düvel (« Droit international public », 1912)